# Arichanna deminuta
Arichanna deminuta là một loài bướm đêm trong họ Geometridae.